# Chris Kibble
Chris Kibble (24 juli 1963) is een Britse pianist, keyboardspeler, organist, componist en arrangeur in de jazz en Latin.
In de jaren tachtig richtte Kibble met jonge musici het Deptford Dance Orchestra op, waarmee hij ook op de televisie optrad. Ook speelde hij met de fusion-band Kafo (1985). In die jaren kreeg hij belangstelling voor Latin en in 1987 werd hij lid van de acid jazz-groep Snowboy, waarmee hij ook heeft opgenomen. Later ging hij ook werken met Robin Jones. Eind jaren negentig begon hij een samenwerking met Terry Callier, waarmee hij uitgebreid toerde en heeft opgenomen. Andere musici waarmee hij speelde waren onder meer salsa-bandleider Charlie Palmieri, Pucho & His Latin Soul Brothers en Don Rendell.
Kibble is docent in Londen en Southwark.